# Rudki (gromada w powiecie zwoleńskim)
Rudki – dawna gromada, czyli najmniejsza jednostka podziału terytorialnego Polskiej Rzeczypospolitej Ludowej w latach 1954–1972.
Gromady, z gromadzkimi radami narodowymi (GRN) jako organami władzy najniższego stopnia na wsi, funkcjonowały od reformy reorganizującej administrację wiejską przeprowadzonej jesienią 1954 do momentu ich zniesienia z dniem 1 stycznia 1973, tym samym wypierając organizację gminną w latach 1954–1972.
Gromadę Rudki siedzibą GRN w Rudkach utworzono – jako jedną z 8759 gromad na obszarze Polski – w powiecie kozienickim w woj. kieleckim, na mocy uchwały nr 13e/54 WRN w Kielcach z dnia 29 września 1954. W skład jednostki weszły obszary dotychczasowych gromad Rudki, Baryczka, Lucimia, Andrzejów, Szlachecki Las i Mszadla Nowa ze zniesionej gminy Oblasy w tymże powiecie.
1 października 1954 gromada weszła w skład nowo utworzonego powiatu zwoleńskiego w tymże województwie, gdzie ustalono dla niej 21 członków gromadzkiej rady narodowej.
1 lipca 1967 do gromady Rudki przyłączono część obszaru wsi Mszadla Stara o powierzchni 235,8 ha z gromady Ławeczko (uchwałę opublikowano dopiero 25 kwietnia 1969).
Gromada przetrwała do końca 1972 roku, czyli do kolejnej reformy gminnej.